# Акордеон
Акордеонът е преносим клавишно-мехов музикален инструмент с правоъгълна форма и два набора от клавиши с различна функция. Има два вида акордеони – клавишен акордеон и баян. На клавишния с дясната ръка се използват клавиши, подобно на пиано, докато на баяна с дясната ръка се натискат копчета.
Първият патент за акордеон е регистриран на 6 май 1829 г. във Виена от производителя на органи и пиана Сирил Демиан и синовете му Карл и Гуидо.
Един от първите филми, заснет през 1888, е „Акордеонист“. Филмът представлява поредица от бързозаснети последователни фотографии на свирещ акордеонист. Прожектирани с два кадъра в секунда, фотографиите се превръщат в кинолента, траеща 7 секунди.
| Акордеон с клавиши – най-разпространеният вариант |  | Диатоничен акордеон |
| Акордеон с клавиши – най-разпространеният вариант |  | Диатоничен акордеон |

Звукоизвличането се образува от въздушна струя, създавана от компресията в средната част (мях) на акордеона и минава през метална пластина. Пластината е закрепена за дървена плочка, всички дървени плочки са поставени в редици, под формата на шини, и са закрепени с восък. В зависимост от модела, броят на шините във вътрешността е различен. Акордеонът е инструмент, при който звученето и на двата набора от клавиши (копчета баси в лявата и клавиши в дясната част), може да бъде променяно посредством превключващи копчета (регистри), разположени в двата края на инструмента. Те са монтирани така, че изпълнителят да може да борави с тях по време на изпълнение, без да се прекъсва звукоизвличането. Копчетата (регистрите), променящи звука на инструмента, всъщност променят броя шините, през които минава въздушната струя. Клавишите и басите са свързани с клапи, монтирани във вътрешността на акордеона. При натискане на клавиш или бас, клапата се отваря и позволява на въздуха да мине през всички отворени шини, за да се възпроизведе звук.
Акордеонът не се използва в класическите и симфонични оркестри, поради специфичното си звучене и предназначение. В по-общия случай инструментът се използва като солов, най-вече за изпълнения на класическа и лека жанрова музика. Съществуват много пиеси, написани за пиано или орган, преработени във вариант за акордеон. Акордеонът със своето темброво многообразие намира и широко приложение във вариететни и шоу програми.
Звукът на акордеона традиционно се свързва с народната музика: френските шансони в Европа, тангото и кумбията в Латинска Америка. Акордеонът е разпространен инструмент във фолклорната музика на Русия, Франция, бившата Югославия, България.
Руски композитори и изпълнители са: Золотарев, Гридин, Зубицки, Репников, Губайдулина, Кусяков, Онегин, Гвоздев, Чайкин, Дербенко и др.
Широко се използват акордеони, произведени в Италия (Pigini, Dallape, Scandalli, Guerrini, Fizart), Германия (Weltmeister, Hohner, Royal Standart), Русия (Ленинград, Юпитер) и др.

## В България
Точното време на навлизане на акордеона в България не е известно, но през 20-те години на XX век той вече е утвърден в оркестрите, изпълняващи народна и популярна музика. Първите запазени записи на народна музика, изпълнявана и на акордеон са от 1929 година. Първоначално акордеонът има спомагателна роля като ритмохармонична опора в оркестрите, но от 40-те години той вече се използва и за солови изпълнения и като водещ инструмент в някои оркестри, а акордеонистът Борис Карлов става една от звездите на българската народна музика.
Акордеонът е въведен и наложен в българската народна музика главно от музиканти, като Борис Карлов, Мишо Гюров, Стефан Демирев, Ибро Лолов, Христо Карлов, Трайчо Синапов, Георги Емилов, Димитър Маринов – Муто, Нешко Нешев, Данаил Биков. Някои пуристи критикуват акордеона като основен „замърсител“ на традиционната българска фолклорна музика – за разлика от други западни инструменти, като цигулката и кларинета, устройството на акордеона не позволява пригаждането му към традиционното нетемперирано звучене, а често е и причина за хармонизирането по западен образец на традиционната музика.
Други композитори и изпълнители като Петър Ралчев, Иван Милев, Атанас Стоев, Коста Колев, Димитър Колев, Тодор Пращаков и др., пишат композиции за съвременна българска фолклорна музика за акордеон, както и музика към танци.